# Spiesen-Formation
Die Spiesen-Formation ist in der Erdgeschichte eine lithostratigraphische Gesteinseinheit im Oberkarbon des Saar-Nahe-Beckens. Sie steht an der Basis der permo-karbonen Gesteinsabfolge des Saar-Nahe-Beckens. Sie liegt diskordant auf Unterkarbon und wird von der Neunkirchen-Formation überlagert.

## Namensgebung und Begriffsgeschichte
Die Gesteine der Spiesen-Formation treten im Saar-Nahe-Becken nicht zu Tage, sondern sind nur in der Forschungsbohrung Saar 1 nachgewiesen. Die Spiesen-Formation ist nach der Spieser Höhe, dem Ansatzpunkt der Forschungsbohrung Saar 1 benannt. Deren Name rührt vom Ort Spiesen (Gem. Spiesen-Elversberg) im Lkr. Neunkirchen (Saarland) her. Der Begriff wurde 1976 von Hans Wilhelm Weingardt erstmals als „Spieser Schichten“ in die wissenschaftliche Literatur eingeführt.

## Definition, Alter und Ablagerungsraum
Die Spiesen-Formation ist eine grobklastische Schüttung, die die kontinentale, permo-karbone Füllung des Saar-Nahe-Beckens einleitet. Sie liegt diskordant auf marinem Unterkarbon (Viséum). Die Obergrenze bildet das kohleführende Oberkarbon. Sie ist in der Bohrung Saar 1 44 m mächtig und besteht an der Basis aus groben Konglomeraten. Die Komponenten werden zum höheren Teil der Formation immer feiner; sie schließt mit einem Pelithorizont ab. Insgesamt ist die Formation als „fining-upward“-Zyklus zu sehen. Die Ablagerung erfolgte vermutlich in einem Schwemmfächer. Das Material besteht aus Geröllen des Saxothuringikums, die Anlieferung erfolgte aus Süden. Die Spiesen-Formation ist nahezu fossilfrei und wird aufgrund ihrer Lage unterhalb der kohlenführenden Schichten des Saar-Nahe-Beckens, die aufgrund ihrer Floren in das Westfalium A gestellt werden, ins Namurium datiert.